# Spilosoma metelkana
Spilosoma metelkana là một loài bướm đêm thuộc phân họ Arctiinae, họ Erebidae.